# Blacus humillimus
Blacus humillimus är en stekelart som beskrevs av Dalla Torre 1898. Blacus humillimus ingår i släktet Blacus och familjen bracksteklar. Inga underarter finns listade.